# Isuzu MU Wizard
O MU Wizard é um SUV de porte médio da Isuzu, baseado no Isuzu TF (1988).

## Gerações

### 1989–1998
A primeira geração surge em 1989 para o mercado Norte Americano (Isuzu Amigo/Rodeo) e Japonês (MU/Wizard). A versão Europeia (1991 a 1998) designada de Opel e Vauxhall Frontera ao contrário de outros mercados foi produzida em Luton no Reino Unido. O Frontera recebeu um motor 2.0 a gasolina e um 2.3 turbodiesel (23DTR) ambos de origem GM. Em 1995 surge o 2.8 turbo diesel (4JB1-TC) de origem Isuzu que em 1997 devido as normas antipoluição Europeias é substituído pelo 2.5 TDS (VM41).

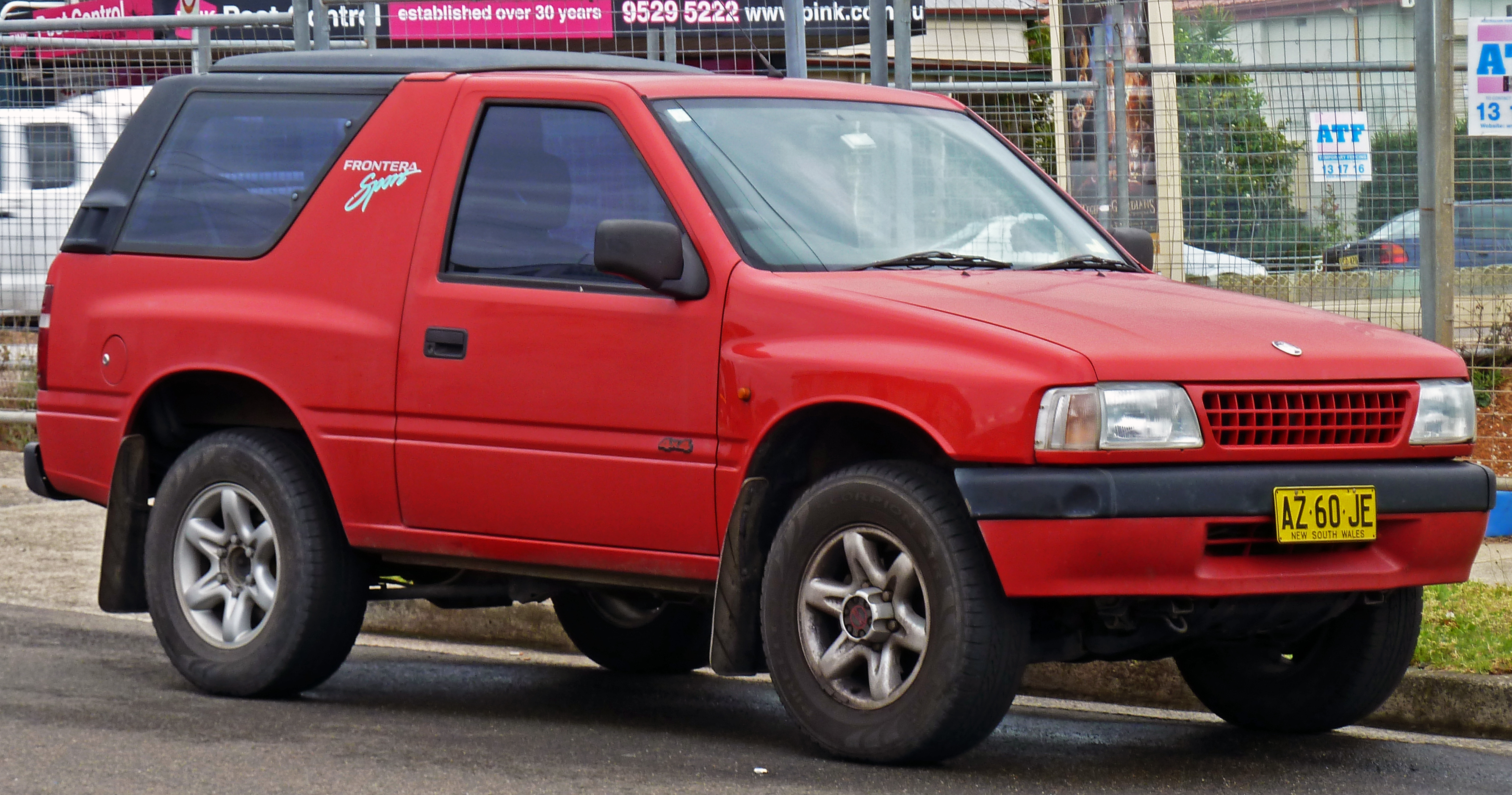
1995–1998 como Holden Frontera (Australia)
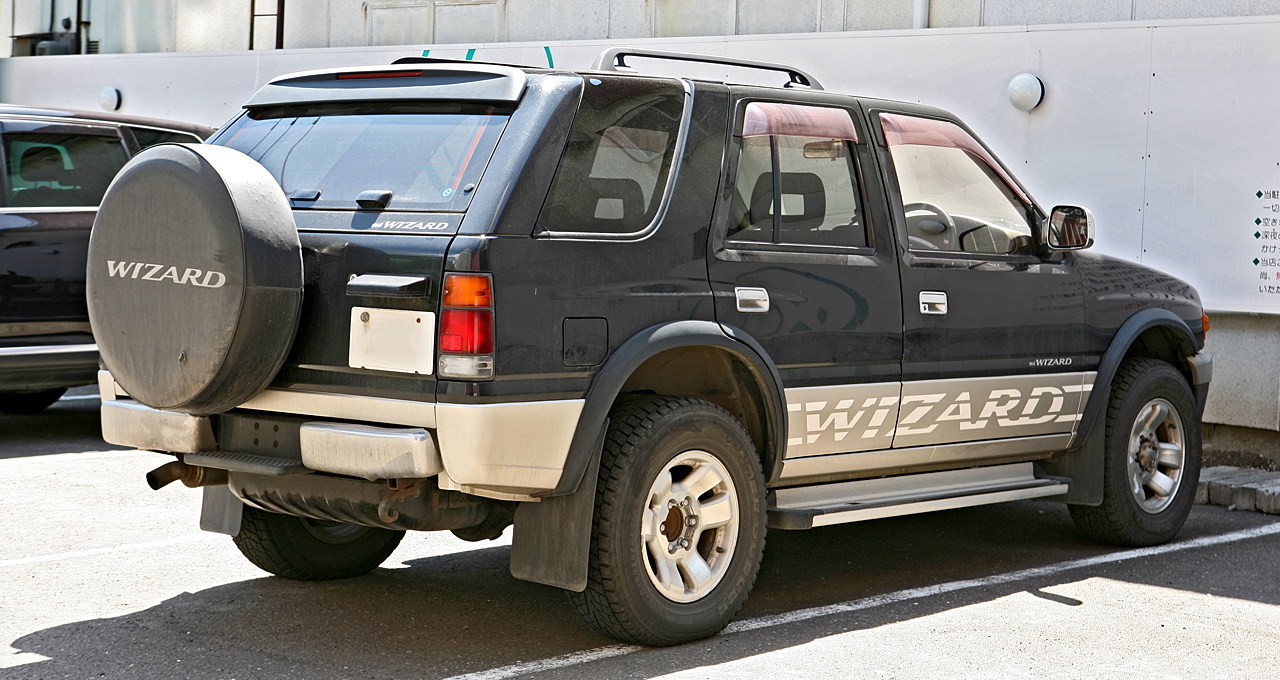
1995–1998 Isuzu Wizard (Japão)

### 1998–2004
A versão Americana foi produzida nos EUA em Lafayette, Indiana com motores a gasolina V6.
Na Europa (Opel e Vauxhall) surgiu com um motor diesel 2.2 litros  de origem GM-Europa, com duas versões de carroçaria, SWB, "SPORT", versão curta de 3 portas e LWB, "LIMITED", versão Longa de 5 portas.
De 1998 até 08/2000, X22DTH, 115 cv, Euro 2;
De 09/2000 até 08/2002, Y22DTH, 115 cv, Euro 3;
De 09/2002 até 2004, Y22DTH, 120 cv, Euro 3.
Na Europa também foram comercializadas versões a gasolina:
4 cilindros de 2.2 litros, X22SE e Y22SE, ambas de 136 cv;
6 cilindros em V de 3.2 litros, 6VDW-1 de 205 cv.

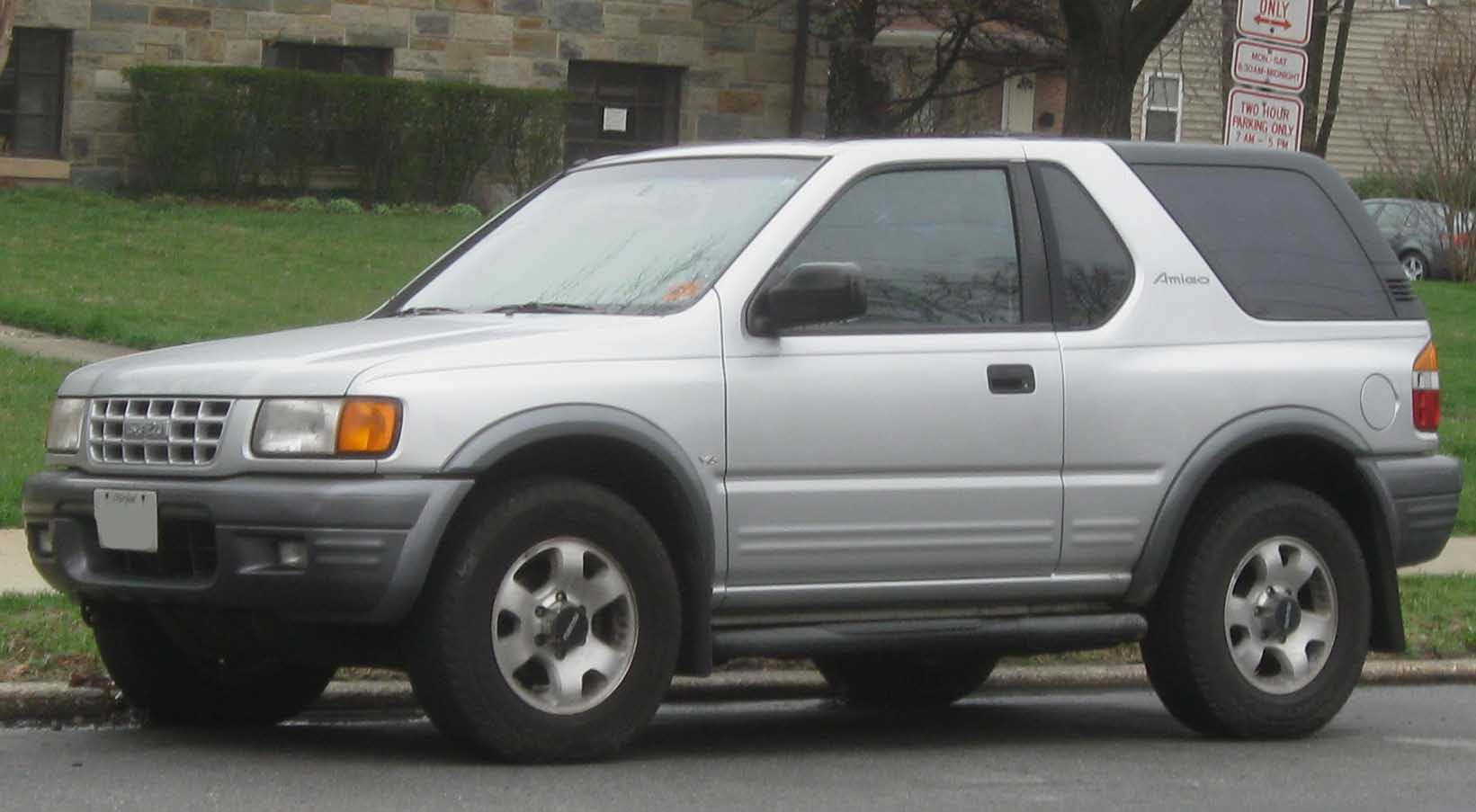
1998-2004 Isuzu Amigo (US)